# Integral de superficie
La integral de superficie es una extensión del concepto de integral doble, de igual modo en que la integral de línea es una extensión del concepto de integral de Riemann clásica. Como el nombre lo dice, es aquella integral cuya función es evaluada sobre una superficie.

## Integral de superficie de un campo escalar
Sean {\displaystyle S\subset \mathbb {R} ^{3}} una superficie parametrizada por {\displaystyle \mathbf {\Phi } :D\subset \mathbb {R} ^{2}\rightarrow \mathbb {R} ^{3}} y {\displaystyle f:S\rightarrow \mathbb {R} } un campo escalar continuo, se define la integral de superficie del campo escalar {\displaystyle f} sobre {\displaystyle S} como
{\displaystyle \iint _{S}f\;dS=\iint _{D}f\left(\mathbf {\Phi } (x,y)\right)\left\|{\frac {\partial \mathbf {\Phi } }{\partial x}}\times {\frac {\partial \mathbf {\Phi } }{\partial y}}\right\|dA}
En particular, cuando {\displaystyle f=1} entonces obtenemos el área de la superficie {\displaystyle S}, esto es
{\displaystyle A(S)=\iint _{S}dS=\iint _{D}\left\|{\frac {\partial \mathbf {\Phi } }{\partial x}}\times {\frac {\partial \mathbf {\Phi } }{\partial y}}\right\|dA}

## Integral de superficie de un campo vectorial
Sean {\displaystyle S\subset \mathbb {R} ^{3}} una superficie parametrizada por {\displaystyle \mathbf {\Phi } :D\subset \mathbb {R} ^{2}\rightarrow \mathbb {R} ^{3}} y {\displaystyle \mathbf {F} :S\rightarrow \mathbb {R} ^{3}} un campo vectorial continuo, se define la integral de superficie del campo vectorial {\displaystyle \mathbf {F} } sobre {\displaystyle S} como
{\displaystyle \iint _{S}\mathbf {F} \cdot d\mathbf {S} =\iint _{D}\mathbf {F} \left(\mathbf {\Phi } (x,y)\right)\cdot \left({\frac {\partial \mathbf {\Phi } }{\partial x}}\times {\frac {\partial \mathbf {\Phi } }{\partial y}}\right)dA}

### Relación con las integrales de superficie de campos escalares
Para una superficie orientada suave {\displaystyle S} y una parametrización {\displaystyle \mathbf {\Phi } } de {\displaystyle S}, si
{\displaystyle \mathbf {n} ={\frac {{\frac {\partial \mathbf {\Phi } }{\partial x}}\times {\frac {\partial \mathbf {\Phi } }{\partial y}}}{\left\|{\frac {\partial \mathbf {\Phi } }{\partial x}}\times {\frac {\partial \mathbf {\Phi } }{\partial y}}\right\|}}}
es un vector unitario normal que apunta hacia el exterior de {\displaystyle S} entonces
{\displaystyle {\begin{aligned}\iint _{S}\mathbf {F} \cdot d\mathbf {S} &=\iint _{D}\mathbf {F} \left(\mathbf {\Phi } (x,y)\right)\cdot \left({\frac {\partial \mathbf {\Phi } }{\partial x}}\times {\frac {\partial \mathbf {\Phi } }{\partial y}}\right)dA\\&=\iint _{D}\left[\mathbf {F} \left(\mathbf {\Phi } (x,y)\right)\cdot {\frac {{\frac {\partial \mathbf {\Phi } }{\partial x}}\times {\frac {\partial \mathbf {\Phi } }{\partial y}}}{\left\|{\frac {\partial \mathbf {\Phi } }{\partial x}}\times {\frac {\partial \mathbf {\Phi } }{\partial y}}\right\|}}\right]\left\|{\frac {\partial \mathbf {\Phi } }{\partial x}}\times {\frac {\partial \mathbf {\Phi } }{\partial y}}\right\|dA\\&=\iint _{D}\left[\mathbf {F} \left(\mathbf {\Phi } (x,y)\right)\cdot \mathbf {n} \right]\left\|{\frac {\partial \mathbf {\Phi } }{\partial x}}\times {\frac {\partial \mathbf {\Phi } }{\partial y}}\right\|dA\\&=\iint _{S}\mathbf {F} \cdot \mathbf {n} \;dS\\&=\iint _{S}f\;dS\end{aligned}}}
donde {\displaystyle f=\mathbf {F} \cdot \mathbf {n} }, por lo tanto
{\displaystyle \iint _{S}\mathbf {F} \cdot d\mathbf {S} =\iint _{S}\mathbf {F} \cdot \mathbf {n} \;dS}